# Увоз—извоз
„Увоз—извоз” је југословенски кратки ТВ филм из 1983. године. Режирао га је Слободан Радовић а сценарио је написао Гордан Михић.

## Улоге
| Глумац        | Улога                     |
| ------------- | ------------------------- |
| Мија Алексић  | Директор из Горњег Чокота |
| Никола Симић  | Директор из Комишинице    |
| Мелита Бихали | Конобарица                |
| Ратко Милетић | Конобар                   |